# 勒梅尼拉尔
勒梅尼拉尔（法語：Le Mesnillard，法語發音：[lə mɛnilaʁ]）是法国芒什省的一个市镇，属于阿夫朗什区。

## 地理
勒梅尼拉尔（48°37'38"N, 1°4'22"W）面积9.75 平方千米，位于法国诺曼底大区芒什省，该省份为法国西北部沿海省份，西、北、东北三面环大西洋，东起顺时针与卡爾瓦多斯省、奧恩省、马耶讷省和伊勒-维莱讷省接壤。
与勒梅尼拉尔接壤的市镇（或旧市镇、城区）包括：雷菲韦耶、伊西尼-勒比阿、瑞维尼莱瓦莱、格朗帕里尼。

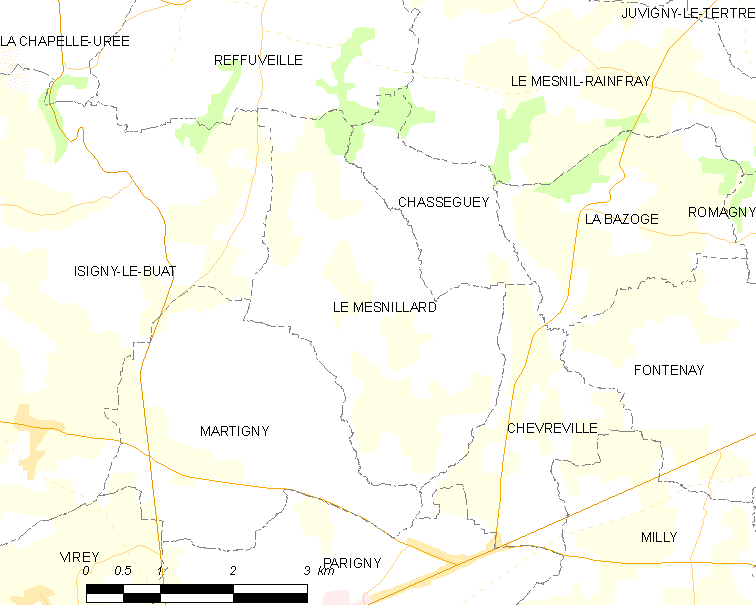
勒梅尼拉尔的OSM定位图

勒梅尼拉尔的时区为UTC+01:00、UTC+02:00（夏令时）。

## 行政
勒梅尼拉尔的邮政编码为50600，INSEE市镇编码为50315。

## 政治
勒梅尼拉尔所属的省级选区为圣伊莱尔迪阿库埃县。

## 人口

1962-2008年间勒梅尼拉尔人口变化图示

勒梅尼拉尔于2022年1月1日时的人口数量为251人。